# مهارکننده رنین
مهارکننده‌های رنین(به انگلیسی: Renin inhibitor) داروهایی هستند که فعالیت رنین را که مسئول هیدرولیز آنژیوتانسینوژن به آنژیوتانسین I است، مهار می‌کنند، که به نوبه خود باعث کاهش تشکیل آنژیوتانسین II می‌شود و فشار خون را تسهیل می‌کند.
قبل از نام مهارکننده رنین، عبارت مستقیم (مهارکننده مستقیم رنین) به کار می‌رود تا مکانیسم آن را از سایر داروهای مداخله‌گر سیستم رنین–آنژیوتانسین–آلدوسترون مانند مهارکننده‌های آنزیم مبدل آنژیوتانسین (ACEI)، مسدودکننده‌های گیرنده آنژیوتانسین (ARBs) و آنتاگونیست‌های گیرنده آلدوسترون متمایز کند.
این داروها مرحله اول و مرحله محدودکننده سرعت سیستم رنین–آنژیوتانسین–آلدوسترون (RAAS) یعنی تبدیل آنژیوتانسینوژن به آنژیوتانسین I را مهار می‌کنند. این امر منجر به یک کمبود کلی در آنژیوتانسین II می‌شود بر اساس این منطق که رنین بر خلاف آنزیم مبدل آنژیوتانسین که در سایر واکنش‌های بیوشیمیایی نیز دخیل است، فقط برای مهار این مرحله عمل می‌کند. از دهه ۱۹۷۰، دانشمندان در تلاش برای توسعه مهارکننده‌های قوی با فراهمی زیستی خوراکی قابل قبول بوده‌اند. این روند دشوار بود و حدود سه دهه طول کشید. نسل اول و دوم با مشکلاتی مانند فراهمی زیستی ضعیف و کمبود قدرت اثر مواجه بودند تا بالاخره نسل سوم کشف شد. این ترکیبات مهارکننده‌های رنین غیرپپتیدی بودند، فراهمی زیستی خوراکی قابل قبولی داشتند و برای استفاده بالینی به اندازه کافی قوی بودند. اولین دارو در این کلاس آلیسکیرن بود که در سال ۲۰۰۷ تاییدیه بازاریابی را دریافت کرد. تا تاریخ ژوئن ۲۰۲۰، این دارو تنها مهارکننده رنین در بازار است.

## همچنین ببینید
- بازدارنده‌های آنزیم مبدل آنژیوتانسین
- آنژیوتانسین
- مسدودکننده گیرنده آنژیوتانسین ۲
- بتا بلاکر
- دستگاه گردش